# Летлхакане
Летлхакане (англ. Letlhakane) також відоме як Летлехане — село в Ботсвані, на території Центрального округу.

## Географія
Населений пункт знаходиться в центральній частині округу, у пустельній місцевості Калахарі, на відстані приблизно 350 кілометрів на північ від столиці країни Габороне. Абсолютна висота — 997 метрів над рівнем моря.

## Населення
За даними офіційного перепису за 2011 рік чисельність населення становила 20 841 осіб.
Динаміка чисельності населення Летлхакане по роках:
| 1981  | 1991  | 2001   | 2011   | 2013   |
| ----- | ----- | ------ | ------ | ------ |
| 5 169 | 8 583 | 14 962 | 20 841 | 22 210 |

## Економіка і транспорт
В околицях Летлхакане розташовано три алмазних рудники. 

Найближчий аеропорт розташований в місті Орапа.